# إدارة الطوارئ

رمز الدفاع المدني

إدارة الطوارئ أو إدارة الكوارث هي القواعد التي تُنظم كيفية التعامل مع المخاطر وتجنبها. وهى القواعد التي تشمل التحضير لحالات الكوارث قبل وقوعها، والاستجابة للكوارث (على سبيل المثال، الإخلاء في حالات الطوارئ، والحجر الصحي، وإزالة التلوث الشامل، وما إلى ذلك)، ودعم، وإعادة بناء المجتمع بعد الكوارث البشرية أو الطبيعية التي وقعت. بشكل عام، أي إدارة للطوارئ هي عملية مستمرة من خلالها جميع الأفراد والجماعات والمجتمعات المحلية يديرون المخاطر في محاولة لتجنب أو التخفيف من آثار الكوارث الناجمة عن الأخطار. الإجراءات المتخذة تتوقف جزئيا على ملاحظات الخطر لهؤلاء المعرضين له. الإدارة الفعالة للطوارئ تعتمد على تكامل شامل لخطط الطوارئ على جميع المستويات الحكومية وغير الحكومية المشاركة. الأنشطة على كل مستوى (فرد أو جماعة، والمجتمع) تؤثر على المستويات أخرى. ومن الشائع أن تضع المسؤولية على إدارة الطوارئ الحكومية مع مؤسسات الدفاع المدني أو من خلال الهيكل التقليدي لخدمة حالات الطوارئ. وعلى الرغم من ذلك، إدارة الطوارئ تبدأ فعليا عند أدنى مستوى، ولا يزيد إلى المستوى التنظيمى الأعلى التالي الا بعد استنفاد موارد المستوى الحالي. في القطاع الخاص، يشار إلي إدارة الطوارئ أحيانا كإدارة «التخطيط لاستمرارية الأعمال».
إدارة الطوارئ هي واحدة من عدد من المصطلحات التي، منذ نهاية الحرب الباردة، وإلى حد كبير حلت محل الدفاع المدني ، الذي كان تركيزه الأساسي حماية المدنيين من الهجمات العسكرية. التفكير الحديث تركَّز على وجود هدف أعم لحماية السكان المدنيين في أوقات السلم كما في أوقات الحرب. مصطلح حالى آخر هو،الحماية المدنية يستخدم على نطاق واسع داخل الاتحاد الأوروبي، ويشير إلى الأنظمة التي وافقت عليها الحكومة والموارد التي تتمثل مهمتها في حماية السكان المدنيين في المقام الأول في حالة الكوارث البشرية والطبيعية. داخل دول الاتحاد الأوروبي مصطلح إدارة الأزمات يؤكد على البعد السياسي والأمنى بدلا من اتخاذ تدابير لتلبية الاحتياجات الفورية للسكان المدنيين. اتجاه الأكاديمية هو استخدام مصطلح الحد من مخاطر الكوارث، وخاصة لإدارة الطوارئ في سياق التنمية الإدارية. ويركز هذا المشروع على التخفيف من حدة دورة حالات الطوارئ (انظر أدناه) والتأهب لجوانبها.

## المراحل والأنشطة المهنية
تعتمد طبيعة الإدارة على الظروف الاقتصادية والاجتماعية المحلية. لاحظ بعض خبراء الإغاثة مثل فريد كوني
ان الكوارث التي بالمعنى الحقيقي فقط هي كوارث اقتصادية. وقد لاحظ الخبراء، مثل كوني، طويلاً أن دورة إدارة الطوارئ يجب أن تشمل العمل على المدى الطويل على البنية التحتية، والتوعية العامة، وحتى قضايا العدالة الإنسانية. هذا ليس مهماً في الدول النامية.
عملية إدارة الطوارئ تشمل أربع مراحل هي: تخفيف الحدة والاستعداد والاستجابة والتعافي.

### تخفيف الحدة
انظر 
تهدف جهود تخفيف الحدة لمنع تطور المخاطر إلى كوارث تماما، أو للحد من آثار الكوارث عند وقوعها. تختلف مرحلة تخفيف الحدة عن المراحل الأخرى لأنها تركِز على اتخاذ تدابير طويلة الأجل للحد من أو القضاء على الخطر. يمكن اعتبار تطبيق استراتيجيات تخفيف الحدة جزءً من عملية التعافي إذا ما طبقت بعد وقوع كارثة. يمكن أن تكون تدابير تخفيف الحدة هيكلية وغير هيكلية. التدابير الإنشائية تستخدام الحلول التكنولوجية، مثل سدود الفيضانات. التدابير غير الهيكلية تشمل التشريع، وتخطيط استخدام الأراضي (مثل تعيين الأراضي غير الأساسية مثل الحدائق لاستخدامها كمناطق الفيضانات)، والتأمين. تخفيف الحدة هو الأسلوب الأكثر فعالية من حيث التكلفة للحد من أثر الأخطار، غير أنها ليست مناسبة دائما. تخفيف الحدة لا يشمل توفير القوانين المتعلقة بالاخلاء، وفرض عقوبات على اولئك الذين يرفضون الانصياع للقوانين (مثل عمليات الإخلاء الإجباري)، ونقل المعلومات عن المخاطر المحتملة للجمهور. بعض تدابير تخفيف الحدة الهيكلية قد يكون لها آثار سلبية على النظام البيئي.
النشاط السابق لتخفيف الحدة هو تحديد المخاطر. يشير تقييم المخاطر المادية إلى عملية تحديد وتقييم المخاطر. تجمع الكوارث محددة المخاطر ({\displaystyle R_{h}}) بين كل من احتمال ومستوى تأثير أخطار محددة. المعادلة أدناه تنص على أن الخطر مضروبا في تعرض السكان لخطر يعطى مخطط خطر الكارثة. مع ارتفاع حدة الخطر، يزداد الإلحاح على أن يتم استهداف نقاط الضعف محددة الأخطار بواسطة جهود تخفيف الحدة والاستعداد الجيد. ومع ذلك، إذا لم يكن هناك نقطة ضعف لن يكون هناك خطر، على سبيل المثال وقوع هزة أرضية في صحراء، حيث لا أحد يعيش هناك.
مخطط حظر الكارثة = (الخطر)*(تعرض السكان لخطر)
{\displaystyle \mathbf {R_{h}} =\mathbf {H} \times \mathbf {V_{h}} \,}

### الاستعداد
الاستعداد هو دورة مستمرة من التخطيط والتنظيم والتدريب والتجهيز، والممارسة العملية وتقييم وتحسين الأنشطة لضمان التنسيق الفعال وتعزيز القدرات للمنع والحماية والاستجابة ل، والتعافي، والتخفيف من حدة الكوارث الطبيعية، وأعمال الإرهاب، وغيرها من الكوارث التي من صنع الإنسان.
في مرحلة الاستعداد، يضع مديرو الطوارئ خطط عملٍ لإدارة ومواجهة المخاطر التي يتعرضون لها واتخاذ الإجراءات اللازمة لبناء القدرات الضرورية اللازمة لتنفيذ مثل هذه الخطط. تدابير الاستعداد الشائعة تتضمن:
- خطط التواصل باستخدام مصطلحات وأساليب سهلة الفهم.
- الصيانة السليمة وتدريب خدمات الطوارئ، بما في ذلك الموارد البشرية الشاملة مثل فرق الاستجابة لطوارئ المجتمع.
- تطوير وممارسة أساليب تحذير السكان في حالات الطوارئ إلى جانب ملاجئ الطوارئ وخطط الإخلاء.
- التخزين والجرد، والحفاظ على إمدادات ومعدات الكوارث [7]
- تطوير مؤسسات تدريب المتطوعين في صفوف السكان المدنيين. تربك حالات الطوارئ الشاملة عمال الطوارئ المحترفين وقد تتغلب عليهم، لذلك فالمتطوعين المدربين والمنظمين والمسؤولين قيمتهم هامة للغاية. منظمات مثل فرق الاستجابة لحالات طوارئ المجتمع والصليب الأحمر هي مصادر جاهزة للمتطوعين المدربين. ولقد حصل نظام إدارة الطوارئ على درجات عالية من كل من ولاية كاليفورنيا، وكالة إدارة الطوارئ الفيدرالية (الفيدرالية).

وثمة جانب آخر من التأهب هوالتنبؤ بالخسائر، وهي دراسة عن عدد الوفيات أو الإصابات لنتوقع نوع معين من الحدث. وهذا يعطي فكرة لمخططي المواردعن ما يلزم للتصدي لنوع معين من الحدث.
وينبغي أن مديري الطوارئ في مرحلة التخطيط أن يكونوا مرنين، ويشمل الجميع إدراك المخاطر والتعرض للمناطق كل منها، والتوظيف الغير تقليدي—ووسائل الدعم غير النمطية. واعتمادا على المنطقة—البلدية، أوالقطاع الخاص—خدمات الطوارئ من الممكن أن تنفد بسرعة وبشكل كبير للضريبة. التي يتعين القيام بها للمنظمات غير الحكومية التي تقدم الموارد المطلوبة، أي نقل النازحين من أصحاب المنازل التي سيقوم بها الحافلات المحلية مقاطعة المدرسة، إجلاء ضحايا الفيضانات باتفاقات تبادل مساعدة بين ادارات مكافحة الحرائق وفرق الإنقاذ، وينبغي أن تحدد في وقت مبكر من مراحل التخطيط، ويمارس بشكل منتظم.

### الاستجابة
مرحلة الاستجابة وتشمل تعبئة خدمات الطوارئ الضرورية وأول المستجيبين في منطقة الكارثة. هذا ومن المرجح أن تشمل الموجة الأولى من خدمات الطوارئ الأساسية، مثل ليالي رجال الإطفاء والشرطة وطواقم الإسعاف. عندما أجريت في عملية عسكرية، ووصف هو عملية إغاثة في حالات الكوارث (درو) ويمكن أن تكون متابعة لعملية إجلاء غير المقاتلين (الأجسام القريبة من الأرض). قد تكون معتمدة من قبل عدد من الخدمات في حالات الطوارئ الثانوية، مثل فرق انقاذ متخصصة.
وهناك خطة طوارئ مدروسة وضعت كجزء من مرحلة التأهب تمكن من التنسيق الفعال للإنقاذ..
عند الاقتضاء، والبحث والإنقاذ تبدأ الجهود في مرحلة مبكرة. اعتمادا على الإصابات التي لحقت بالضحية، خارج درجة الحرارة الخارجية ووصول المصاب إلى الهواء والماء، فإن الغالبية العظمى من المتضررين من الكارثة يموت في غضون 72 ساعة بعد الأثر
الاستجابة التنظيمية لأي كارثة كبيرة—الطبيعية أو الإرهابية تتحمل—مبني على وجودالنظم القائمة لإدارة الطوارئ والعمليات التنظيمية: رد الخطة الاتحادية (فرب)، ونظام قيادة الأحداث (المركز). وطدت هذه النظم من خلال مبادئ القيادة الموحدة (جامعة كاليفورنيا)، والمعونة المتبادلة (ماجستير)
هناك حاجة لكل من الانضباط (هيكل، عقيدة، والعملية)، وخفة الحركة (الإبداع، والارتجال، والتكيف) في الاستجابة للكارثة. الجمع بين ذلك مع الحاجة إلى متن وبناء قيادة فريق عمل بسرعة عالية لتنسيق وإدارة الجهود لأنها تنمو خارج أول المستجيبين يشير إلى الحاجة إلى وجود زعيم وفريقه لصياغة وتنفيذ مجموعة منضبطة ومتكررة من خطط الاستجابة. هذا يسمح للفريق للمضي قدما مع ردود منسقة ومنضبطة والتكيف مع المعلومات الجديدة والظروف المتغيرة على طول الطريق.

### التعافي
والهدف من مرحلة الانتعاش هو استعادة المناطق المتضررة إلى وضعها السابق. وهو يختلف عن مرحلة الاستجابة في تركيزه؛ جهود الإنعاش نشعر بالقلق مع القضايا والقرارات التي يجب أن تتم بعد معالجة الاحتياجات العاجلة. استرداد الجهودهي المعنية في المقام الأول مع الإجراءات التي تنطوي على إعادة بناء الممتلكات التي دمرت، وإعادة العمل، وإصلاح البنية التحتية الأساسية الأخرى. بذل الجهود ينبغي أن يكون «إعادة البناء بصورة أفضل»، ويهدف للحد من مخاطر الكوارث الغير متأصلة في المجتمع والبنية التحتية.  جانبا مهما من جهود الإنعاش الفعال هو الاستفادة من 'نافذة الفرصة'  لتنفيذ تدابير التخفيف التي يمكن أن تكون غير شائعة بخلاف ذلك. المواطنين في المنطقة المتضررة أكثر عرضة لقبول تغييرات كثيرة التخفيف عندما تكون الكارثة الأخيرة حاضرة في الذهن.
في الولايات المتحدة، الاستجابة لمقتضيات الخطة الوطنية لكيفية استخدام الموارد المنصوص عليها في قانون الأمن الوطني لعام 2002 سيتم استخدامها في جهود الإنعاش. وهذه هي الحكومة الاتحادية التي تقدم في كثير من الأحيان المساعدة التقنية والمالية لمعظم جهود الانتعاش في الولايات المتحدة.

## المراحل والأنشطة الشخصية

### تخفيف
تخفيف الشخصية هي أساسا عن معرفة وتجنب المخاطر غير الضرورية. وهذا يشمل تقييما للمخاطر المحتملة على الصحة الشخصية / العائلية والممتلكات الشخصية.
مثال على التخفيف من شأنها أن تكون واحدة لتجنب شراء الممتلكات التي تتعرض للأخطار، على سبيل المثال، في سهل الفيضان، في مناطق الهبوط أو الانهيارات الأرضية. يجوز لمالكي البداية الايكونوا على علم بخاصية التعرض للخطر حتى وقوعه. ومع ذلك، يمكن توظيف المتخصصين لتحديد المخاطر وإجراء دراسات التقييم. شراء التأمين مغطياأبرز المخاطر المحددة هي مقياس مشترك.
يحتوي زلزال في المناطق المعرضة للتخفيف الهيكلية شخصي على إنشاء صمام زلزال ليغلق على الفور من على توريد الغاز الطبيعي إلى خاصية، التحديثية الزلزالية للممتلكات وتأمين العناصر داخل مبنى لتعزيز السلامة الزلزالية المنزلية. التالي يشمل تركيب الأثاث، الثلاجات، سخان المياه، وإضافة المزالج مجلس الوزراء. يمكن في المناطق المعرضة للفيضانات لأن تبنى البيوت على أعمدة، كما هو الحال في الكثير من جنوب شرق آسيا. في المناطق المعرضة للكهرباء لفترة طويلة، سيكون تركيب مولدات «أسود عموميات» مثالا للتدبير الأمثل وتخفيف الهيكلية. بناء أقبية وملاجئ تداعيات العاصفة هي أمثلة أخرى من الإجراءات التخفيفية الشخصية.
ويشمل تخفيف التدابير الهيكلية وغير الهيكلية التي اتخذت للحد من آثار الكوارث.
الهيكلية للتخفيف من وطأته: --
ويشمل هذا التخطيط السليم للبناء، ولا سيما لجعلها مقاومة للكوارث.
غير التخفيف من وطأته الإنشائية: --
ويشمل هذا التدابير المتخذة غير تحسين هيكل المبنى.

### تأهب

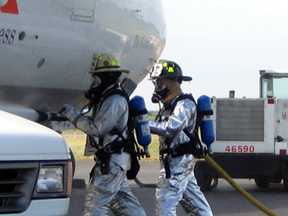
مطار ممارسة التأهب لحالات الطوارئ.

في حين يهدف التأهب إلى منع حدوث الكوارث والتأهب لها، يركز تأهب الشخصية على إعداد المعدات والإجراءات للاستخدام عند وقوع كارثة، أي تخطيط. ويمكن لتدابير التأهب أن تتخذ أشكالا عديدة بما في ذلك بناء ملاجئ، وتركيب أجهزة الإنذار، وإنشاء الخدمات المنقذة للخطط الاحتياطية (مثل الطاقة والمياه والصرف الصحي)، والتدرب على خطط الإخلاء. اثنان من تدابير بسيطة يمكن أن تساعد على إعداد الفرد للجلوس خارج الحدث أو الإخلاء، حسب الحاجة. لإجلائهم، قد تكون على استعداد مجموعة من الكوارث واللوازم لإيواء أغراض مخزونا من الإمدادات قد يكون تم إنشاؤها. إعداد مجموعة البقاء على قيد الحياة مثل مجموعة«72 ساعة»، تدعى في كثير من الأحيان من قبل السلطات. ويمكن لهذه المجموعات أن تشمل الغذاء والدواء والبطاريات والشموع والمال.

### استجابة
مرحلة الاستجابة لحالة طارئة قد تبدأ مع البحث والإنقاذ ولكن في جميع الحالات التركيز سيتحول بسرعة لتحقيق الاحتياجات الإنسانية الأساسية للسكان المتضررين. يمكن تقديم هذه المساعدة عن طريق وكالات وطنية أو والمنظمات الدولية. التنسيق الفعال للمساعدة في حالات الكوارث في كثير من الأحيان حاسمة، وبخاصة عندما تستجيب العديد من المنظمات المحلية ولقد تجاوزت قدرة وكالة إدارة الطوارئ (شركة ليما) تم تجاوز من جانب الطلب أو تقلص من جراء الكارثة نفسها.
على المستوى الشخصي للاستجابة يمكن أن تأخذ شكل أي من ملجأ في مكان أو الإجلاء 1. في ملجأ في مكان السيناريو، سيتم إعداد أسرة لكي يعتمدوا على أنفسهم في منازلهم لعدة أيام دون أي شكل من أشكال الدعم الخارجي. في عملية الإخلاء ، تترك عائلة المنطقة عن طريق السيارات أو واسطة النقل الأخرى، آخذين معهم أكبر قدر ممكن من الإمدادات التي يمكن أن تحمل، وربما بما في ذلك خيمة للإيواء. إذا كان النقل الميكانيكي غير متوفر، الإخلاء سيرا على الاقدام سوف يشمل تحمل ما لا يقل عن ثلاثة أيام من لوازم الفراش ومحكم المطر، والقماش المشمع و«بدرول» من البطانيات هو الحد الأدنى للحمل.

### التعافي
يبدأ مرحلة الانتعاش بعد التهديد المباشر لحياة الإنسان، وتراجع. خلال إعادة الإعمار فمن المستحسن أن تنظر في الموقع أو مواد البناء للعقار.
معظم سيناريوهات البيت الحبس الشديد تشمل الحرب والمجاعة والوباء الشديد ليالي وأيار / مايو الماضي لمدة عام أو أكثر. ثم يحدث الانتعاش داخل المنزل. المخططين لهذه الأحداث عادة يشترون المواد الغذائية بالجملة والمعدات الملائمة ويتناولون الطعام كجزء من الحياة الطبيعية. النظام الغذائي المتوازن البسيط يمكن أن يبنى من حبوب الفيتامين، وجبة، القمح الكاملة، والفول والحليب المجفف، والذرة، وزيت الطبخ. وينبغي أن نضيف الخضار والفاكهة والتوابل واللحوم، وكلاهما على استعداد، عندما يكون ذلك ممكنا.

## المهنة
ويتم تدريب المديرين في حالات الطوارئ في طائفة واسعة من التخصصات التي تعتمد عليها من خلال دورة طارئة خارج الحياة. ويمكن لمديري الطوارئ الفنية التركيز على الحكومة والاستعداد للمجتمع (استمرارية / عمليات تخطيط استمرارية الحكومة)، أو الاستعداد للعمل الخاص (إدارة تخطيط استمرارية الأعمال). ويقدم التدريب من قبل المحلية، والدولة والمنظمات الاتحادية والقطاع الخاص وتتراوح ما بين المعلومات العامة والعلاقات الإعلامية لقيادة الحادث رفيع المستوى والمهارات التكتيكية مثل دراسة موقع التفجير الإرهابي أو السيطرة على الساحة في حالات الطوارئ.
في الماضي، لقد تم ملؤها مجال إدارة الطوارئ في الغالب من قبل الأشخاص الذين لديهم خلفية عسكرية أو المستجيب الأول. حاليا، أصبح السكان في الميدان أكثر تنوعا، مع العديد من الخبراء القادمين من مجموعة متنوعة من الخلفيات من دون عسكرية أو تاريخ أول مستجيب. فرص التعليم المتاحة لزيادة تلك الدرجات الجامعية والدراسات العليا تسعى في إدارة الطوارئ أو في ميدان ذي صلة وهناك أكثر من 180 مدرسة في الولايات المتحدة مع إدارة برامج الطوارئ ذات الصلة، ولكن فقط برنامج واحد على وجه التحديد الدكتوراه المتخصص في إدارة الطوارئ.
الشهادات المهنية مثل شهادة إدارة الطوارئ (جيم) وشهادة استمرارية الأعمال الفنية (CBCP) أصبحت أكثر شيوعا عن الحاجة إلى معايير مهنية عالية ومعترف بها من قبل دوائر إدارة الطوارئ، وخاصة في الولايات المتحدة.

### مبادئ لإدارة الطوارئ
في عام 2007، عقد الدكتور واين بلانشار من الفيدرالية لإدارة الطوارئ مشروع التعليم العالي، بناء على توجيه من الدكتور لورانس كورتيز، المشرف العام على الإدارة الفيدرالية للمعهد في حالات الطوارئ، فريق عمل من العاملين في إدارة الطوارئ والأكاديميين للنظر في مبادئ إدارة الطوارئ. وجرى دفع هذا المشروع في تحقيق ذلك في حين أن العديد من الكتب والمقالات والأوراق تشير إلى «مبادئ إدارة الطوارئ» في أي مكان في مجموعة واسعة من المؤلفات حول هذا الموضوع وهناك تعريف متفق عليه لما كانت هذه المبادئ. واتفقت المجموعة على ثمانية مبادئ التي سيتم استخدامها لتوجيه وضع مبدأ إدارة الطوارئ. موجز الواردة أدناه قوائم هذه المبادئ الثمانية، ويقدم وصفا مختصرا لكل منها.
المبادئ: إدارة الطوارئ يجب أن تكون:
- 1. مديري الطوارئ الشامل—يدرس ويأخذ في الاعتبار جميع الأخطار، جميع المراحل، جميع أصحاب المصلحة وجميع الآثار ذات الصلة للكوارث.
- 2. مديري الطوارئ التقدمي—توقع الكوارث في المستقبل ، واتخاذ التدابير الوقائية والتحضيرية لبناء مجتمعات قادرة على مقاومة الكوارث.
- 3. «خطر يحركها»—مديرو الطوارئ يستخدمون مبادئ إدارة المخاطر (تحديد المخاطر ، وتحليل المخاطر ، وتحليل الأثر) في تحديد الأولويات والموارد.
- 4. مديري الطوارئ المتكاملة—ضمان وحدة الجهود بين جميع مستويات الحكومة وجميع عناصر المجتمع.
- 5. مديري الطوارئ التعاونية—خلق والحفاظ على علاقات واسعة والصادق بين الأفراد والمنظمات لتشجيع الثقة ، وتدعو إلى الغلاف الجوي الفريق ، وبناء توافق في الآراء ، وتسهيل الاتصالات.
- 6.مديري الطوارئ المنسقة—مزامنة أنشطة جميع الجهات المعنية ذات الصلة لتحقيق هدف مشترك.
- 7.مرنة—مديرو الطوارئ يستخدمون الأساليب الإبداعية والابتكارية في حل التحديات الكارثة.
- 8.مديري الطوارئ الفنية—قيمة العلم والنهج القائم على المعرفة ؛ على أساس التعليم والتدريب والخبرة والممارسة الأخلاقية ، والإشراف العام والتحسين المستمر.

### الأدوات
في السنوات الأخيرة، أدت ميزة استمرارية إدارة الطوارئ إلى مفهوم جديد ، نظم المعلومات الإدارية في حالات الطوارئ (نظام إدارة معلومات التعليم) لاستمرارية وجود التوافق بين أصحاب المصلحة لإدارة الطوارئ ، ونظم معلومات تدعم عملية إدارة حالات الطوارئ من خلال توفير البنية التحتية التي تدمج خطط الطوارئ على جميع المستويات الحكومية وغير الحكومية المشاركة من خلال استخدام وإدارة جميع الموارد ذات الصلة (بما في ذلك الموارد البشرية وغيرها) لجميع المراحل الأربع لحالات الطوارئ. في مجال الرعاية الصحية والمستشفيات الاستفادة HICS (مستشفى نظام قيادة الحوادث) الذي ينص على هيكل وتنظيم في سلسلة محددة تحديدا واضحا للقيادة مع المسؤوليات المحددة لكل قسم.

### ضمن غيرها من المهن
الممارسين في مجال إدارة الطوارئ (التأهب للكوارث) يأتون من مجموعة متنوعة ومتزايدة من الخلفيات كحقل ينضج. هي مخصصة للمهنيين من المؤسسات الذاكرة (على سبيل المثال ، والمتاحف ، والجمعيات التاريخية ، والمكتبات ، والمحفوظات) للحفاظ على التراث الثقافي ، والكائنات السجلات الموجودة في مجموعاتها. لقد كان هذا عنصرا رئيسيا في هذه الحقل د نتيجة لزيادة الوعي في أعقاب هجمات 11 سبتمبر عام 2001، والأعاصير في عام 2005، وانهيار أرشيف كولونيا.
لزيادة فرصة للانتعاش الناجح لنتائج ذات قيمة ، لا بد من وضع خطة راسخة واختبارها بدقة. يجب أن هذه الخطة لن تكون معقدة للغاية ، ولكن التأكيد على البساطة وليس من أجل المساعدة في التصدي لها والتعافي. وكمثال على بساطة، ينبغي على الموظفين القيام بمهام مماثلة في التصدي لها ومرحلة الانتعاش التي تؤديها في ظل الظروف العادية. وينبغي أن تتضمن أيضا استراتيجيات التخفيف مثل تركيب مرشات داخل المؤسسة. هذه المهمة تتطلب التعاون من جانب لجنة التنظيم بقيادة رئيس من ذوي الخبرة. الجمعيات المهنية العادية والجدول الزمني لورش العمل تركز على عقد جلسات المؤتمرات السنوية للحفاظ على الأفراد حتى الآن مع الأدوات والموارد من الناحية العملية من أجل تقليل المخاطر وتعظيم الانتعاش.

### الأدوات
أدت الجهود المهنية للجمعيات الثقافية والتراث والمؤسسات المشتركة إلى تطوير مجموعة متنوعة من أدوات مختلفة لمساعدة المهنيين في إعداد خطط لمواجهة الكوارث والانتعاش. في كثير من الحالات ، يتم إجراء هذه الأدوات المتاحة للمستخدمين الخارجيين. كما تتوفر في كثير من الأحيان على مواقع الإنترنت وقوالب إنشاء خطة وضعتها المنظمات القائمة ، والتي قد يكون من المفيد أن أي لجنة أو مجموعة بإعداد خطة للكوارث أو تحديث خطة الحالية. في حين أن كل منظمة ستحتاج إلى صياغة الخطط والأدوات التي تلبي احتياجاتها الخاصة ، وهناك بعض الأمثلة على هذه الأدوات التي يمكن أن تمثل نقطة بداية مفيدة في عملية التخطيط. وقد أدرجت هذه في المقطع وصلات خارجية.
في عام 2009، الوكالة الدولية للتنمية بالولايات المتحدة أنشئت في لالمستندة على شبكة الإنترنت أداة لتقدير السكان المتأثرين بالكوارث. ودعا سكان مستكشف الأداة يستخدم البيانات السكانية Landscan ، الذي وضعه مختبر اوك ريدج الوطني، لتوزيع السكان في القرار 1 كم 2 بالنسبة لجميع البلدان في العالم. المستخدمة في مشروع الوكالة الأمريكية للتنمية لتقدر الإنذار المبكر بالمجاعة وتقدير السكان المعرضين للخطر والأثر من انعدام الأمن الغذائي ، ومستكشف السكان يكتسب استخدام واسع في مجموعة من تحليل لحالات الطوارئ واتخاذ إجراءات ردا على ذلك ، بما في ذلك تقدير السكان المتأثرين بالفيضانات في أمريكا الوسطى والمحيط حدث التسونامي في المحيط الهادي في عام 2009.
وكان ذلك في عام 2007، تم نشر قائمة مرجعية للأطباء البيطريين يفكرون في المشاركة في الاستجابة لحالات الطوارئ في مجلة الجمعية الطبية البيطرية الاميركية ، قسمين من الأسئلة عن المهنية ليطلب منهم المساعدة في النفس قبل حالة الطوارئ:
المتطلبات المطلقة للمشاركة: هل اخترت للمشاركة؟ ، هل اتخذت المركز التدريب؟ ، هل اتخذت غيرها من الدورات الخلفية المطلوبة؟ ، هل يمكنني اتخاذ الترتيبات اللازمة مع ممارستي لنشر؟ ، هل يمكنني اتخاذ الترتيبات اللازمة مع عائلتي؟
لقد كان لي حادث المشاركة: دعوة للمشاركة؟ ، هل لي مهارة مجموعات مباراة للبعثة؟ ، هل يمكنني الوصول إلى فقط في الوقت المناسب لتحديث مهارات التدريب أو اكتساب المهارات اللازمة الجديد؟ ، هل هذه هي مهمة للاعتماد على الذات؟ ، هل لا بد لي من اللوازم الضرورية ل3-5 يوما من الدعم الذاتي؟
في حين يكتب للأطباء البيطريين ، وهذا ينطبق مرجعية لأي المهنية في الاعتبار قبل تقديم المساعدة في حالات الطوارئ.

## إجراءات الطوارئ
حالة الطوارئ هي موقف حرج وغير متوقع، وكثيرًا ما يكون خطيرًا يقتضي اتخاذ إجراءات فورية. وتمثل إجراءات الطوارئ خطة عمل يتم تنفيذها بترتيب معين أو طريقة معينة عند الاستجابة لحدث طارئ.

### الحاجة إلى إجراءات طوارئ
لطالما كانت المؤسسات مطالبة بوضع إجراءات طوارئ مكتوبة تتوافق مع المتطلبات القانونية; ومتطلبات شركات التأمين ووكالة التنظيم والمساهمين وأصحاب المصالح والنقابات؛ بهدف حماية الموظفين والجمهور والبيئة والعمل ومنشآتهم وسمعتهم.

### تقييم المخاطر
قبل إعداد الإجراء، ربما يكون من المناسب تقييم المخاطر لتقدير مدى احتمال وقوع حدث طارئ، وإذا وقع، ما مدى خطورة وأضرار عواقبه. ينبغي أن يقدم إجراء الطوارئ المتخذ استجابة ملائمة ومتناسبة مع الموقف.

### الاختبار والتدريب
يحدد إجراء الطوارئ المسؤوليات والإجراءات والموارد اللازمة للتعامل مع حالة الطوارئ. بمجرد صياغته، قد يستدعي الإجراء منح فترة استشارية مع من تعرضوا لحالة الطوارئ أو تأثروا بها ووضع برنامج للاختبار والتدريب والمراجعة الدورية.

### مراقبة إصدار الإجراءات
عند الانتهاء من مراجعة إجراء الطوارئ وإعادة إصداره، يجب سحب الإصدارات السابقة من موقع الاستخدام لتفادي حدوث خلط. وللسبب ذاته، كثيرًا ما يستخدم نظام ترقيم المراجعة وجدول تعديلات مع الإجراءات للحد من احتمالات الخطأ وسوء الفهم.

### النمط والتعقيد
يمكن أن يكون المستند نفسه بضعة أسطر، ربما يستخدم التعداد النقطي والرسوم البيانية، أو قد يكون مجموعة مفصلة من التعليمات والرسوم التخطيطية؛ ويعتمد ذلك على مدى تعقيد الوضع وقدرات المسؤولين عن تنفيذ الإجراء خلال حالات الطوارئ.

### عملية التخطيط لاستمرارية الأعمال
يمكن أن تستفيد عملية التخطيط لاستمرارية الأعمال من إجراءات الطوارئ؛ حيث إنها تمكن المؤسسة من تحديد نقاط الضعف وتقليل المخاطر التي تتعرض لها الأعمال عن طريق وضع خطط احتياطية وتحسين مستوى المرونة. هذا بالإضافة إلى أن عملية إعداد الإجراءات يمكنها تسليط الضوء على أوجه القصور في الترتيبات الحالية والتي إذا تم تصحيحها، يمكن أن تقلل مستويات المخاطر.

### تصاعد المواقف
حتى مع وجود إجراءات موثقة ومطبقة جيدًا باستخدام موظفين مدربين، فلا يزال احتمال خروج الأحداث عن نطاق السيطرة موجودًا، وكثيرًا ما يرجع ذلك إلى سيناريوهات غير متوقعة أو تزامن مجموعة من الأحداث. وتوجد العديد من الأمثلة الموثقة جيدًا على ذلك، مثل: حادث جزيرة ثري مايل وكارثة تشيرنوبيل والانفجار الناجم عن تسرب غازي في منصة ديب ووتر هوريزون في أبريل عام 2010. وفي بيان صحفي لشركة «بي بي» في 8 سبتمبر 2010، قال الرئيس التنفيذي المستقيل توني هايوارد: «أظهر تقرير التحقيقات معلومات جديدة حرجة حول أسباب هذا الحادث المروع. ومن الواضح أن مجموعة من الأحداث المعقدة، وليس فشلاً أو خطأ واحدًا، هي التي أدت إلى وقوع تلك المأساة».

### عملية المراجعة
من الممارسات الشائعة مع إجراءات الطوارئ وجود عمليات مراجعة؛ حيث يمكن إدراج الدروس المستفادة من حالات الطوارئ السابقة والظروف المتغيرة والتغيرات في العاملين وتفاصيل الاتصال وغيرها، في أحدث إصدار من وثيقة إجراءات الطوارئ.

## المنظمات الدولية

### الرابطة الدولية لمديري الطوارئ
الرابطة الدولية لمديري الطوارئ(IAEM) هي منظمة غير ربحية تكرس جهودها لتعزيز التعليم أهداف إنقاذ الأرواح وحماية الممتلكات في حالات الطوارئ والكوارث. مهمة IAEM هو لخدمة أعضائها من خلال توفير المعلومات والربط الشبكي والفرص المهنية ، والمضي قدما في مهنة إدارة الطوارئ.
وتضم حاليا سبعة مجالس في جميع أنحاء العالم: آسيا ، كندا ، أوروبا ، الدولية ، أوقيانوسيا ، طالب و الولايات المتحدة الأمريكية.
منظمة IAEM تدير أيضا البرامج التالية نيابة عن مهنة:
شهادة إدارة الطوارئ (جيم ®)
برنامج المنح الدراسية
- القوات الجوية لإدارة الطوارئ رابطة (www.af - em.org وwww.3e9x1.com)،

المنبثقة من عضوية مع IAEM ، ويوفر للطوارئ لإدارة المعلومات والربط الشبكي لشركة طيران الولايات المتحدة مديري قوة الطوارئ.

### الصليب الأحمر والهلال الأحمر
للوطنية للصليب الأحمر / الهلال الأحمر في كثير من الأحيان دور محوري في الاستجابة لحالات الطوارئ. بالإضافة إلى ذلك ، والاتحاد الدولي لجمعيات الصليب الأحمر والهلال الأحمر (الاتحاد الدولي ، أو «الاتحاد») قد نشر فرق تقييم إلى البلدان المتأثرة. وهي تتخصص في عنصر الانتعاش من حالة الطوارئ إطار الإدارة.

### الأمم المتحدة
في إطار الأمم المتحدةتقع مسؤولية النظام عن الاستجابة للطوارئ على عاتق المنسق المقيم داخل البلد المتضرر. ومع ذلك ، الاستجابة الدولية للممارسة يتم تنسيقها ، إذا طلبت الدولة المتضررة من الحكومة ، عن طريق مكتب الأمم المتحدة لتنسيق الشؤون الإنسانية (مكتب تنسيق الشؤون الإنسانية للأمم المتحدة)، عن طريق نشر الكوارث الأمم المتحدة للتقييم والتنسيق (فريق الأمم المتحدة)

### البنك الدولي.
منذ عام 1980، وافق البنك الدولي على أكثر من 500 من العمليات ذات الصلة لإدارة الكوارث ، وتبلغ قيمتها أكثر من 40 مليار دولار وتشمل هذه المشاريع إعادة الاعمار بعد الكوارث ، فضلا عن مشاريع مع مكونات تهدف إلى منع وتخفيف آثار الكوارث ، في بلدان مثل الأرجنتين وبنغلاديش وكولومبيا وهايتي والهند والمكسيك وتركيا وفيتنام على سبيل المثال لا الحصر
مجالات التركيز المشتركة للوقاية والتخفيف من المشاريع تشمل تدابير منع حرائق الغابات ، مثل تدابير الإنذار المبكر وحملات التوعية للحد من المزارعين من زراعة القطع والحرق بأن يشعل حرائق الغابات ؛ نظم الإنذار المبكر لمواجهة الأعاصير ، وآليات الوقاية من الفيضانات ، بدءا من حماية الشاطئ والمصاطب في المناطق الريفية إلى تكييف الإنتاج ، والمعرضة للزلزال البناء.
في مشروع مشترك مع جامعة كولومبيا تحت مظلة اتحاد الوقاية الاستباقية البنك الدولي وضعت تحليل للمخاطر العالمية والنقاط الساخنة من الكوارث الطبيعية. [34]
وفي يونيو / حزيران 2006، أنشأ البنك الدولي المرفق العالمي للحد من الكوارث والانتعاش من آثارها ، وهي شراكة على المدى الطويل مع الجهات المانحة للمعونة مع أخرى للحد من الخسائر الناجمة عن الكوارث من خلال مراعاة الحد من مخاطر الكوارث في عملية التنمية ، دعما لإطار عمل هيوغو. مرفق مشاريع تساعد الدول النامية على تمويل التنمية والبرامج التي تعزز القدرات المحلية لمنع الكوارث والتأهب لحالات الطوارئ.

### الاتحاد الأوروبي
منذ عام 2001، اعتمد الاتحاد الأوروبي آلية المجتمع للحماية المدنية والتي بدأت تلعب دورا هاما على المسرح العالمي. دور الآلية الرئيسية هو تسهيل التعاون في تدخلات الحماية والمساعدة المدنية في حالات الطوارئ الكبرى التي قد تتطلب اتخاذ إجراءات استجابة عاجلة. وهذا ينطبق أيضا على الحالات التي قد يكون عندها خطرا وشيكا لحالات الطوارئ الكبرى من هذا القبيل.
قلب الآلية هو الرصد ومركز المعلومات. انها جزء من المديرية العامة للمساعدات الإنسانية والحماية المدنية التابع للمفوضية الأوروبية ويمكن الوصول إليها 24 ساعة في اليوم. انه يعطي الدول حق الوصول إلى النظام الأساسي، إلى متجر واحد مثلا وتوقف للحماية المدنية—يعني الوسائل المتاحة بين جميع الدول المشاركة. ويمكن لأي بلد سواء داخل أو خارج الاتحاد المتضررين من كارثة كبرى نداء للحصول على المساعدة من خلال هيئة التصنيع العسكري. ويعمل كمركز اتصال على مستوى المقر بين الدول المشاركة ، وخبراء المجال. كما أنه يوفر معلومات مفيدة وحديثة عن الوضع الفعلي لحالة الطوارئ المستمرة.

### استعادة منهاج الدولية
وقد صممت لإستعادة منهاج العمل الدولي (الحزب الثورى المؤسسى) في المؤتمر العالمي المعني بالحد من الكوارث في كوبي ، هيوغو ، اليابان في كانون الثاني 2005. كمنصة المواضيعية الاستراتيجية الدولية للحد من الكوارث (النظام ، الحزب الثورى المؤسسى هو دعامة رئيسية لتنفيذ إطار عمل هيوغو (الصحة للجميع) 2005-2015 : بناء قدرة الأمم والمجتمعات على مواجهة الكوارث ، وخطة العمل العالمية للحد من مخاطر الكوارث خلال العقد التي اعتمدتها الحكومات في 168 مؤتمر الحد من الكوارث.
الدور الرئيسي للالحزب الثورى المؤسسى هو تحديد الفجوات والقيود من ذوي الخبرة في مرحلة ما بعد التعافي من الكوارث ، ويكون بمثابة حافز لتطوير الأدوات والموارد ، والقدرة على استرداد مرونتة. الحزب الثورى المؤسسى يهدف إلى أن يكون مصدرا للمعرفة الدولية بشأن الممارسات الجيدة الانتعاش. 

## المنظمات الوطنية

### أستراليا
المفتاح للهيئة الاتحادية التنسيقية والاستشارية لإدارة الطوارئ في أستراليا هي إدارة الطوارئ أستراليا (ايما). كل دولة لديها خدمة طوارئ الدولة الخاصة بها. يقدم نداء الطوارئ خدمة وطنية هي هاتف الطوارئ 000 رقم للاتصال للشرطة الدولة ، والإطفاء والإسعاف. اهناك ترتيبات قد وضعت من اجل اقامة الدولة الاتحادية والتعاون.

### كندا
السلامة العامة لكندا (بياس) هي وكالة إدارة الطوارئ الوطنية بكندا. ومطلوب من كل محافظة إنشاء هذه المنظمات لإدارة الطوارئ.
السلامة العامة لكندا (بياس) تنسق وتدعم الجهود التي تبذلها المنظمات الاتحادية مؤكدة ضمان الأمن القومي وسلامة الكنديين وهي تعمل أيضا مع مستويات أخرى من الحكومة ، أول المستجيبين ، والجماعات المحلية والقطاع الخاص (شركات البنية التحتية الحرجة) وغيرها من الدول.
ويستند عمل هذه المنظمة على مجموعة واسعة من السياسات والتشريعات من خلال الأمن العام والتأهب لحالات الطوارئ إلى القانون الذي يحدد الصلاحيات والواجبات والمهام. أعمال أخرى هي متعلقة بالمجالات مثل التصحيحات ، وإدارة الطوارئ ، وإنفاذ القانون ، والأمن الوطني.

#### اساسيات المقاطعات (الاقاليم)
- برنامج الطوارئ الإقليمية، منظمة تدابير الطوارئ في مقاطعة كولومبيا البريطانية.
- وكالة إدارة الطوارئ—ألبرتا [22]
- امنظمة إدارة الطوارئ—ساسكاتشو.
- منظمة تدابير الطوارئ بمقاطعة مانيتوبا.
- إدارة الطوارئ—أونتاريو [23]
- كيبيك الحماية المدنية (كيبيك Sécurité Publique) [24]
- نوفا سكوتيا—إدارة مكتب الطوارئ [25]
- منظمة برونزويك الجديدة لحالات الطوارئ.[26]
- مكتب الأمير إدوارد آيلاند للسلامة العامة [27]
- منظمة تدابير الطوارئ في مقاطعة نيوفاوندلاند ولابرادور [28]

### ألمانيا
في ألمانيا الحكومة الاتحادية تسيطر على Katastrophenschutz الألمانية (الإغاثة في حالات الكوارث) وZivilschutz (الحماية المدنية) برامج. الوحدات المحلية من إدارة الإطفاء الألمانية وHilfswerk Technisches (الوكالة الاتحادية للإغاثة التقنية ، مشاركة الهيئة) هي جزء من هذه البرامج. في القوات المسلحة الألمانية (الألماني) ، والشرطة الألمانية الاتحادية وشرطة الولاية 16 قوات Länderpolizei) وقد تم نشر جميع لعمليات الإغاثة في حالات الكوارث. وإلى جانب الصليب الأحمر الألماني الاستغناء عن مساعدة الإنسانية ، التي جوهانيتير - Unfallhilfe ، أي ما يعادل الألمانية سانت جون الإسعاف ، وإلى مالتسر Hilfsdienst ، إلى Arbeiter Samariter - البوند ، ومنظمة خاصة أخرى ، إلى ان استشهد من منظمة الإغاثة أن أكبر مجهزة لحالات الطوارئ على نطاق واسع. اعتبارا من عام 2006، وهناك دورة مشتركة في جامعة بون للحصول على درجة «الماجستير في الوقاية من الكوارث والمخاطر الحكم» 

### الهند
في الهند، ودور إدارة الطوارئ تقع على عاتق من الهند ، وهي وكالة حكومية تابعة لوزارة الشؤون الداخلية.
في السنوات الأخيرة كان هناك تحول في التركيز ، من الاستجابة والانتعاش لإدارة المخاطر الاستراتيجية والحد منها ، ومن نهج الحكومة يركز على مشاركة المجتمعات المحلية اللامركزية. وكالة داخل وزارة العلوم والتكنولوجيا ، وتلعب أيضا دورا في هذا المجال ، من خلال جلب المعرفة الأكاديمية والخبرة البحثية للعلماء الأرض لحالة الطوارئ عملية الإدارة.
في الآونة الأخيرة وشكلت الحكومة. هذه المجموعة تمثل الشراكة بين القطاعين العام الخاص ، وتمول أساسا من قبل شركة كبيرة الكمبيوتر ومقرها الهند ، والتي تهدف إلى تحسين الاستجابة العامة للمجتمعات المحلية لحالات الطوارئ ، بالإضافة إلى تلك الحوادث التي يمكن وصفها بأنها الكوارث. بعض من الجهود التي تبذلها الجماعات في وقت مبكر تنطوي على توفير التدريب لإدارة الطوارئ لأول المستجيبين (الأول من نوعه في الهند)، وإنشاء عدد حالات الطوارئ هاتف واحد ، ووضع معايير لمعدات نظم الإدارة البيئية ، وتدريب الموظفين. ومن المأمول أن هذا الجهد سوف يوفر نموذجا لمضاهاة جميع من الهند ، ولكن في هذه اللحظة ، التي تعمل في الولايات الهندية ، واستخدام واحد 3 أرقام الرقم المجاني.

### هولندا
في هولندا وزارة الداخلية وعلاقات المملكة هي المسؤولة عن التأهب لحالات الطوارئ أون لإدارة الطوارئ على المستوى الوطني وتدير مركزا للأزمات الوطنية (إن سي سي). وينقسم البلد في مناطق السلامة 25 (veiligheidsregio). وتتم تغطية كل المنطقة السلامة ثلاث خدمات: الشرطة النار ، وسيارة إسعاف. جميع المناطق تعمل وفقا للحادث النظام الإقليمي الإدارة المنسقة. خدمات أخرى مثل وزارة الدفاع ، waterboard (ق)، Rijkswaterstaat الخ. يمكن أن يكون لها دور فعال في عملية إدارة الطوارئ.

### نيوزيلندا
في نيوزيلندا، والمسؤولية عن التحركات إدارة الطوارئ من المستوى المحلي إلى الوطني وفقا لطبيعة الحالة الطارئة أو برنامج للحد من المخاطر. ويجوز للعاصفة شديدة يمكن التعامل داخل منطقة معينة ، في حين سيتم توجيه حملة وطنية للتثقيف الجمهور من قبل الحكومة المركزية. داخل كل منطقة ، موحد والحكومات المحلية في 16 إدارة الطوارئ في الدفاع المدني مجموعة ثانية (CDEMGs). كل CDEMG مسؤولة عن ضمان أن إدارة الطوارئ المحلية قوي ممكن. كما تنوء الترتيبات المحلية من خلال حالة الطوارئ ، يتم تنشيط القائمة من قبل لدعم الترتيبات المتبادلة. حسب الاقتضاء ، الحكومة المركزية لديها السلطة لتنسيق الاستجابة من خلال مركز إدارة الأزمات الوطنية (NCMC)، التي تديرها وزارة الدفاع المدني وإدارة الطوارئ (MCDEM). يتم تعريف هذه الهياكل عن طريق التنظيم ، وأفضل وأوضح في الدليل إلى المدنية الوطنية لإدارة الطوارئ الدفاع خطة 2006، أي ما يعادل تقريبا إلى الولايات المتحدة وكالة إدارة الطوارئ الاتحادية هو الإطار الوطني للاستجابة.

#### مصطلحات
نيوزيلندا يستخدم مصطلحات فريدة من نوعها لإدارة الطوارئ إلى بقية دول العالم الناطقة باللغة الإنجليزية.
4Rs هو مصطلح يستخدم لوصف دورة إدارة الطوارئ محليا. في نيوزيلندا المراحل المعروفة الأربعة على النحو التالي:

- الحد من التخفيف من وطأته =
- استعداد = التأهب::* استجابة::* الانتعاش:: نادرا ما تستخدم في حالات الطوارئ وإدارة محليا ؛ تحتفظ المطبوعات الحكومية للاستخدام المدني. الدفاع مصطلح كثير  على سبيل المثال ، وزير الدفاع المدني هو المسؤول عن الحكومة المركزية في حالات الطوارئ وكالة إدارة ، MCDEM.

الدفاع المدني إدارة الطوارئ هو مصطلح الخاصة في حقها. كثيرا ما يعرف بالاختصار CDEM ، تعريفه حسب النظام الأساسي في تطبيق المعرفة لمنع الضرر من الكوارث.
الكوارث نادرا جدا ما يظهر في المنشورات الرسمية. في سياق نيوزيلندا ، وشروط وحالات الطوارئ الحادث تظهر عادة عند الحديث عن الكوارث في العام. عندما تصف حالة الطوارئ التي كان لها رد من السلطات ، كما يستخدم مصطلح الحدث. على سبيل المثال ، منشورات تشير إلى «الحدث سنو كانتربري 2002» 

### روسيا
تختص وزارة الطوارئ الروسية بالتعامل مع الطوارئ، ومنها مكافحة الحرائق والدفاع المدني وأعمال البحث والإنقاذ والتخلص من آثار الكوارث الطبيعية.

### المملكة المتحدة
المملكة المتحدة المعدلة وتركيزها على إدارة الطوارئ في أعقاب احتجاجات الوقود في المملكة المتحدة عام 2000، في فيضانات شديدة في نفس العام 2001 وأزمة المتحدة القدم القلاعية المملكة. وأدى ذلك إلى إنشاء بقانون الطوارئ المدني و2004 (التقييم القطري المشترك) التي حددت بعض المنظمات ضمن الفئة 1 والمستجيبين 2. هذه المستجيبين لديهم مسؤوليات بموجب التشريع بشأن التأهب لحالات الطوارئ والاستجابة لها. ويدير التقييم القطري المشترك من جانب الأمانة العامة الطارئة المدني من خلال المرونة في المنتدى الإقليمي وعلى مستوى السلطة المحلية.
ويجري عموما التدريب على إدارة الكوارث على المستوى المحلي من قبل المنظمات المشاركة في أي استجابة. هذا هو موحد من خلال الدورات المهنية التي يمكن القيام بها في كلية التخطيط للطوارئ. والمرحلة الجامعية الدراسات العليا المؤهلات المكتسبة يمكن أن Furthemore الشهادات ، في جميع أنحاء البلاد—طبعا هذا نوع من أجريت أول من قبل جامعة كوفنتري في عام 1994. معهد إدارة الطوارئ هي مؤسسة خيرية ، التي أنشئت في 1996، وتوفير خدمات استشارية للحكومة ، ووسائل الإعلام والقطاعات التجارية.
الجمعية المهنية لمخططي الطوارئ هو المجتمع التخطيط لحالات الطوارئ.
أكبر مناورات طوارئ في المملكة المتحدة وأجري واحد من أصل في 20 مايو 2007 بالقرب من بلفاست، أيرلندا الشمالية، وتنطوي على سيناريو الهبوط الاضطراري لطائرة في مطار بلفاست الدولي. من خمسة مستشفيات ومطارات وشارك ثلاثة موظفين في الحفر ، وما يقرب من 150 مراقبا دوليا تقييم فعاليتها.

### الولايات المتحدة
تحت إشراف وزارة الأمن الداخلي) ، وكالة إدارة الطوارئ الاتحادية (الفيدرالية) هي الوكالة الرائدة لإدارة الطوارئ. حزمة البرامج التي وضعتها HAZUS الفيدرالية والمركزية في عملية تقييم المخاطر في البلاد. وتغطي الولايات المتحدة والأقاليم التابعة لها من جانب واحد لعشر مناطق لأغراض الفيدرالية لإدارة الطوارئ. القبلية والولاية والمقاطعات والحكومات المحلية على وضع برامج إدارة الطوارئ / الإدارات وتعمل هيكليا داخل كل منطقة. وتتم إدارة الطوارئ على المستوى المحلي معظم ممكن ، وذلك باستخدام اتفاقات المساعدة المتبادلة مع الولايات القضائية المجاورة. إذا كان الطوارئ الإرهابية ذات أو إذا أعلن «حادث من أهمية وطنية»، وزير الأمن الداخلي والشروع في إطار الاستجابة الوطنية (جبهة الخلاص الوطني). وبموجب هذه الخطة سيتم إشراك الموارد الاتحادية ممكن ، ودمج في مع المحلية ، والدولة ، مقاطعة ، أو الكيانات القبلية. وستواصل الإدارة إلى التعامل معها في أدنى مستوى ممكن الاستفادة من حادثة الوطنية لإدارة النظام (المواد الأيونية).
فيلق المواطن هو تنظيم برامج الخدمة التطوعية ، وتدار محليا ومنسقة على المستوى الوطني من قبل وزارة الأمن الوطني ، التي تسعى للتخفيف من الكوارث وإعداد السكان لمواجهة حالات الطوارئ من خلال التعليم العام والتدريب والتوعية. المجتمع في حالات الطوارئ ليالي فريق الاستجابة هي برنامج فيلق المواطن تركز على التأهب للكوارث وتعليم المهارات الأساسية استجابة الكوارث. وتستخدم هذه الفرق المتطوعين لتوفير الدعم في حالات الطوارئ عندما وقعت الكارثة تسيطر على خدمات الطوارئ التقليدية.
الولايات المتحدة انشأ الكونغرس مركز التفوق في إدارة الكوارث والمساعدة الإنسانية للوحدات) بوصفها الوكالة الرئيسية لتعزيز التأهب للكوارث والمرونة الاجتماعية في منطقة آسيا والمحيط الهادئ. كجزء من ولايتها ، وحدات ييسر التعليم والتدريب في مجال التأهب للكوارث ، وإدارة الأمن الصحي وذلك لتطوير القدرة المحلية والأجنبية والدولية والقدرات.

## وصلات خارجية
- إدارة الطوارئ التعليم